# Punktsmalmott
Punktsmalmott (Dolicharthria punctalis) är en fjärilsart som först beskrevs av Denis och Ignaz Schiffermüller 1775.  Punktsmalmott ingår i släktet Dolicharthria, och familjen mott. Enligt den finländska rödlistan är arten starkt hotad i Finland. Arten är reproducerande i Sverige. Artens livsmiljö är ruderatmarker, vägrenar och banvallar.

## Bildgalleri

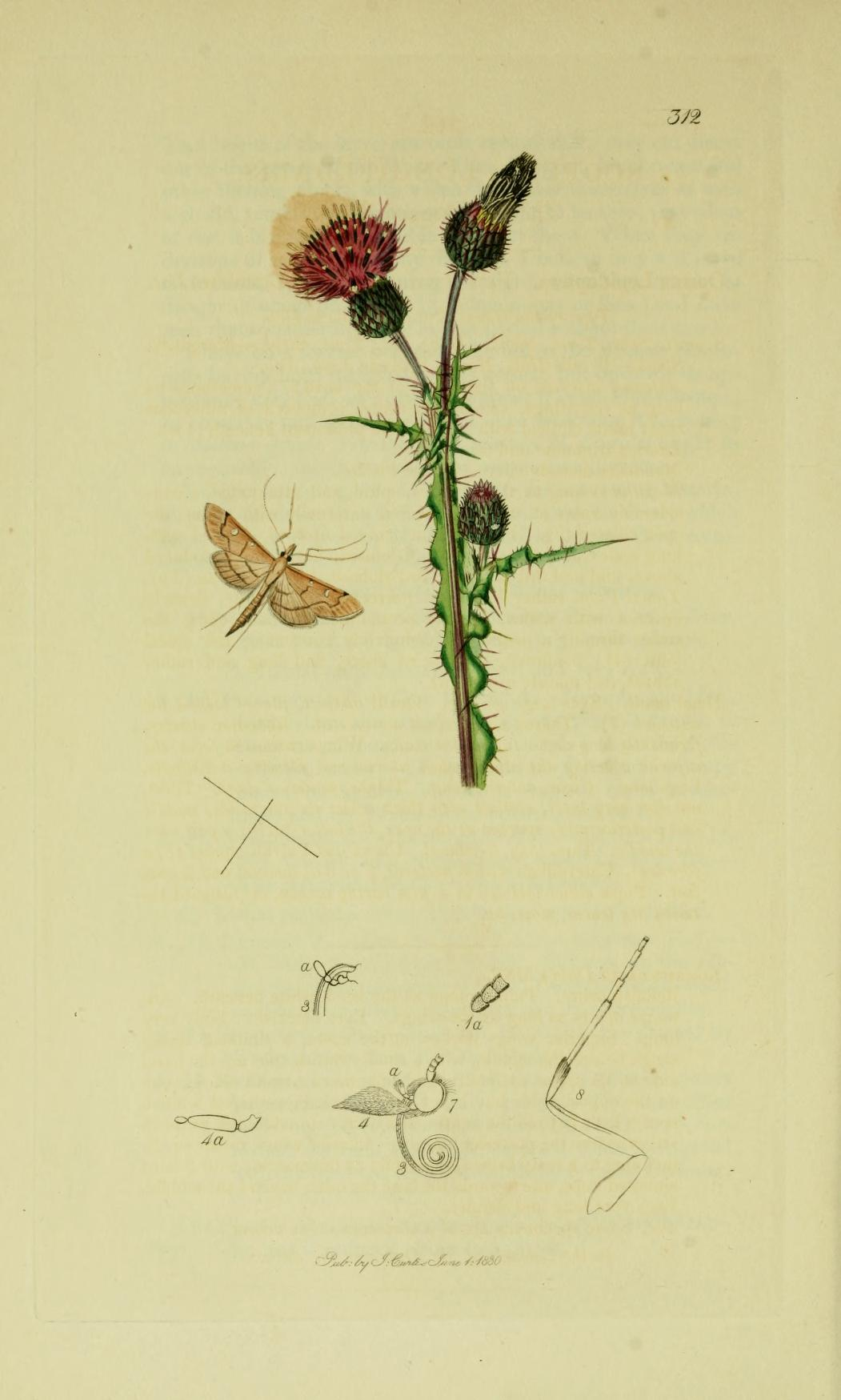